# Підлаштовний резистор

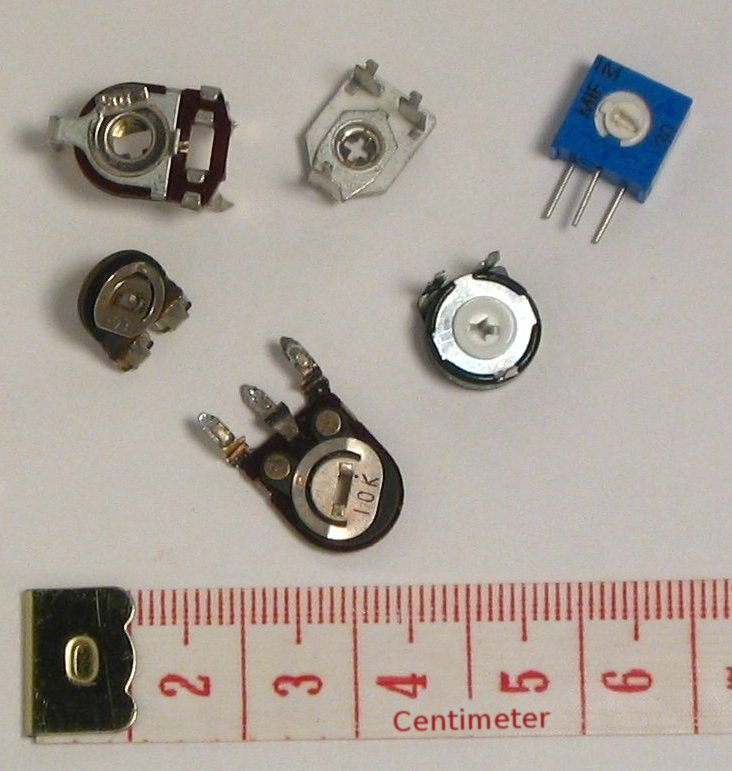
Підлаштовні резистори

Підлаштовний резистор — різновид змінного резистора, що зазвичай не має продовгувастого осердя для можливості встановлення ручки задля здійснення безпосереднього регулювання вручну, а замість того обов'язково має шліц під викрутку. Встановлюється як елемент моношассі або електронного компонента, за допомогою якого здійснюється післямонтажне налагоджування пристрою. Особливо важливе місце підлаштовний резистор посідає у приладах, що потребують перед-експлуатаційного та посеред-експлуатаційного тестування в схемах, де необхідна точна підгонка режимів роботи елементів кіл, параметри компонентів яких змінюються внаслідок старіння та зносу.

## Принцип дії
Принцип дії повністю аналогічний принципу дії змінного опору — резистивний шар підлаштовного резистора розміщується на його нерухомій частині (статорі). По ньому переміщується контактна група — повзунок ротора.
При русі ротора опір між рухомим контактом і виводами резистивного шару змінюється.
Підлаштовні резистори призначені для підстроювання напруги та струму в колах електронних пристроїв, де їх встановлено, та на відміну від змінних резисторів не призначені для оперативної зміни свого опору під час повсякденної експлуатації пристрою.
У прецизійних підлаштовних резисторах обертання ротору приводиться за допомогою черв'якового механізму, що дає змогу зробити резистор багатообертовим, внаслідок чого досягається точніше підлаштування в заданому діапазоні значень опорів.

## Застосування
Більшість радіоелектронних приладів не вимагають точного налаштування параметрів, допуск за параметрами в яких забезпечується допуском розкиду параметрів застосованих компонентів. Але в деяких пристроях точне, а іноді прецизійне підстроювання параметрів необхідне, це насамперед стосується різних вимірювальних приладів.

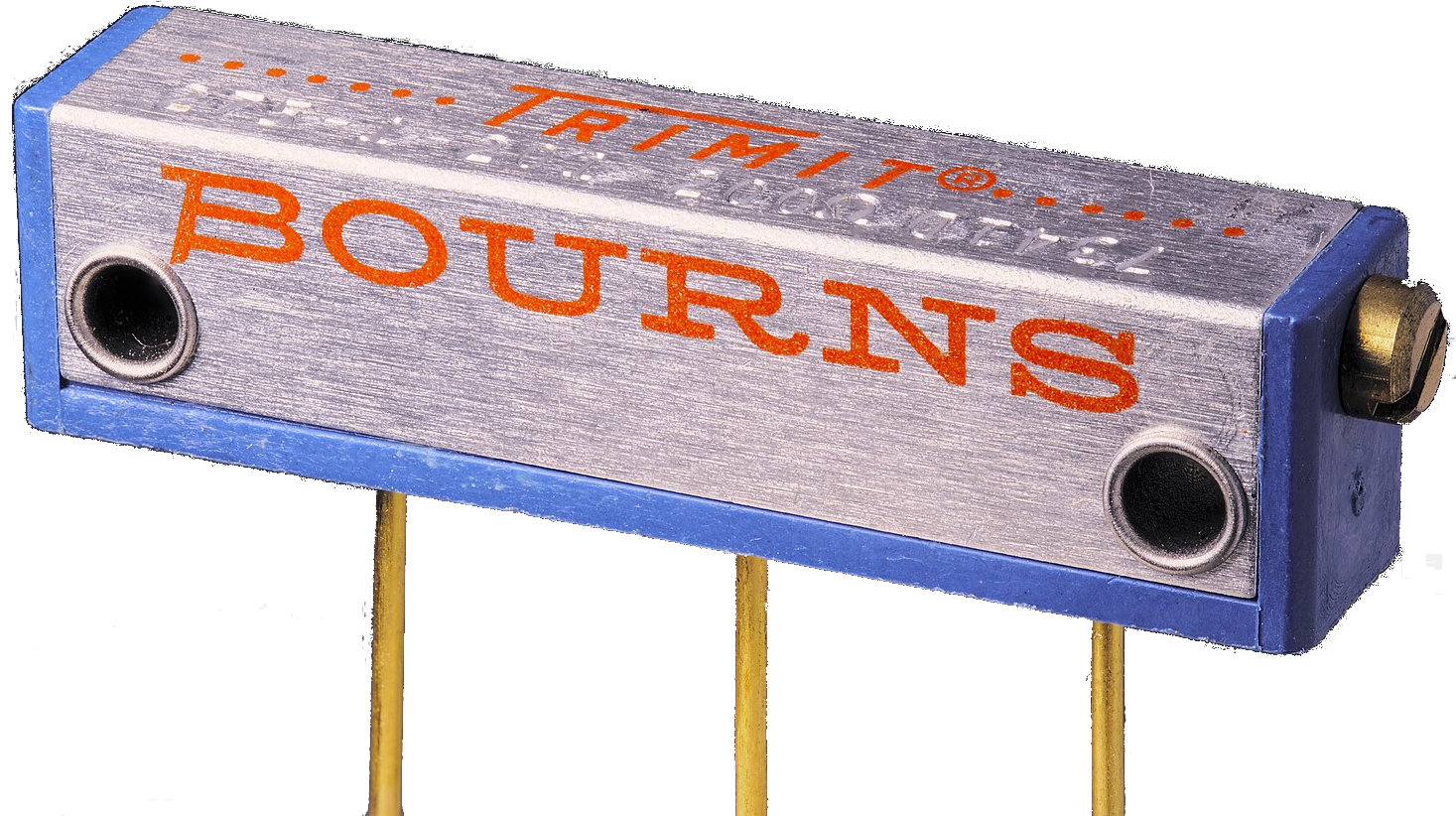
Лінійний багатооборотний триммер

Типове застосування - балансування диференціальних підсилювачів, зокрема операційних підсилювачів, і підстроювання коефіцієнтів передавання, наприклад, підсилювачів, перетворювачів напруга-частота та інших вимірювальних пристроїв.
Через те, що підлаштування резистора набагато дорожче за звичайний постійний резистор, під час конструювання електронних пристроїв прагнуть мінімізувати їхню кількість, або покласти функції точного регулювання параметрів на інші пристрої, наприклад, підстроювання коефіцієнтів передавання (усунення мультиплікативних помилок), балансування (усунення адитивних помилок) у вимірювальних пристроях, лінеаризація передавальної характеристики, які працюють у складі цифрових обчислювальних пристроїв, зазвичай виконують програмно.

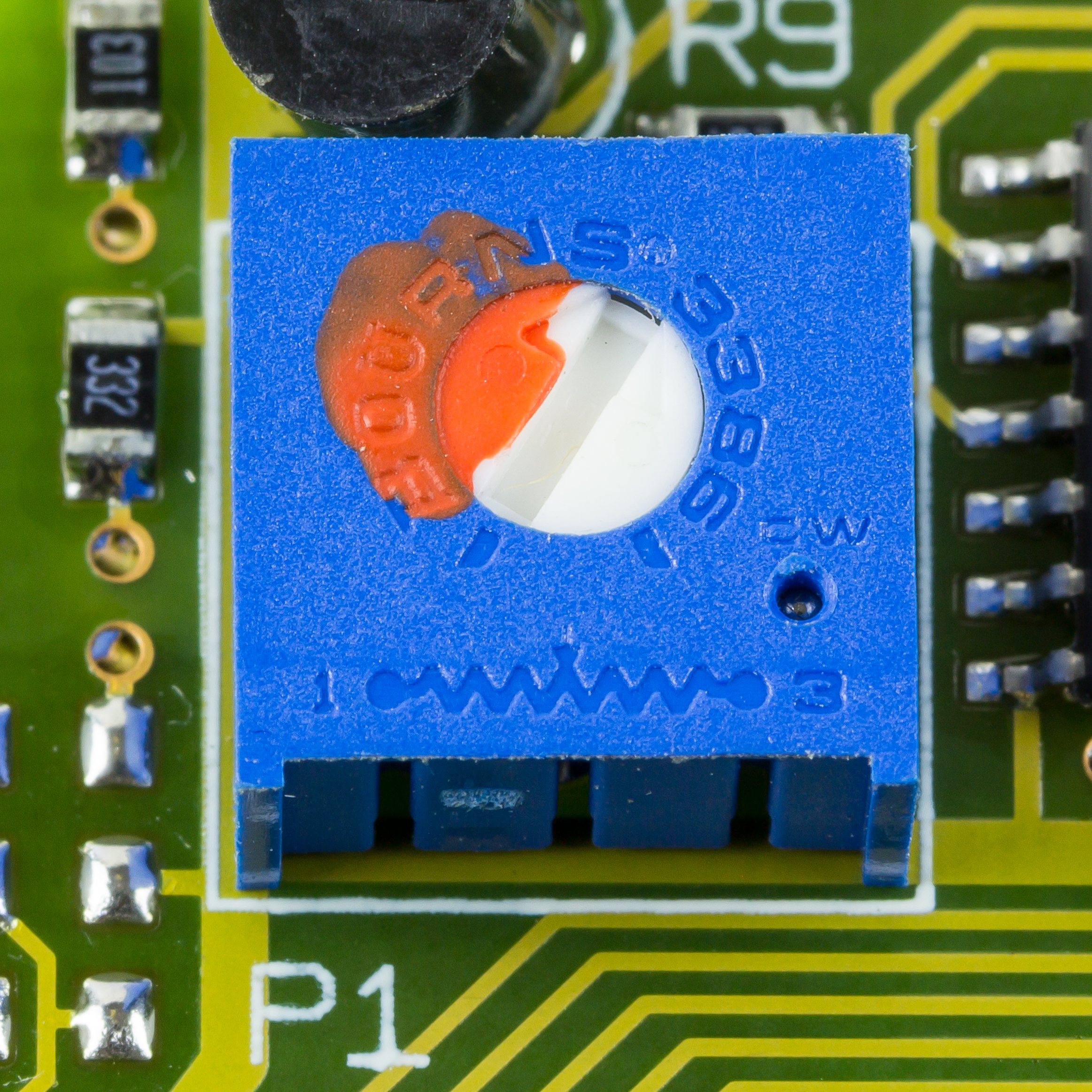
Резистор з верхнім регулюванням та сургучем.

Останнім часом класичні аналогові підлаштування резистори витісняються підлаштуваннями резисторів, опір яких задається двійковим кодовим словом - так звані "цифрові потенціометри". Кодове слово задається або встановленням перемичок на цифрових входах, або зберігається в незалежній пам'яті цифрового потенціометра і задається під час його програмування.

## Умовне позначення на схемах
| Позначення за ГОСТ 2.728-74 | Опис                                                          |
| --------------------------- | ------------------------------------------------------------- |
| 2cm                         | Підлаштовний резистор                                         |
| 2cm                         | Підлаштовний резистор, у котрого використано лише два виводи. |
| 2cm                         | Підлаштовний резистор в реостатному ввімкненні                |